# Paolo Hurtado
Cristopher Paolo César Hurtado Huertas (Callao, 27 juli 1990) is een Peruviaans voetballer die doorgaans als buitenspeler uitkomt. Hij verruilde Vitória SC in augustus 2018 voor Konyaspor. Hij debuteerde in 2011 in het Peruviaans voetbalelftal. Hurtado is een zoon van oud-voetballer César Hurtado.

## Clubcarrière
Hurtado maakte op 17 februari 2008 zijn professionele debuut in het shirt van Alianza Lima, waar hij jaren doorbracht in de jeugdopleiding. Hurtado werd door oud-profvoetballer en toenmalig Lima-coach Diego Aguirre naar de hoofdmacht overgeheveld. Op 9 maart 2008 maakte hij tegen Club Deportivo Universidad César Vallejo zijn eerste doelpunt in het betaald voetbal.
Hurtado werd eind maart 2009 door Lima voor de rest van dat seizoen verhuurd aan Juan Aurich, omdat hij daar meer kans maakte om spelervaring op te doen op het hoogste niveau dan bij de Peruviaanse titelkandidaat zelf. Bij Aurich speelde hij twintig competitiewedstrijden in 2009, waarna Hurtado terugkeerde bij Lima. Bij Lima kwam hij nu aan meer speeltijd, met 36 duels in het seizoen 2010 (acht doelpunten). In 2012 speelde hij zijn laatste seizoen in Peru. In juli 2012 tekende Hurtado een contract bij Paços Ferreira uit Portugal, waarvoor hij op 15 augustus zijn debuut maakte in de Primeira Liga tegen Moreirense. In het seizoen 2013/14 speelde Hurtado in het najaar van 2013 enkele duels, waarna hij in januari 2014 voor een halfjaar werd verhuurd aan de Uruguayaanse club CA Peñarol. Voor het seizoen 2014/15 keerde hij terug in Portugal, waarin hij tot 21 optredens in de competitie kwam.

## Interlandcarrière
Hurtado maakte zijn debuut in het Peruviaans voetbalelftal op 2 september 2011 in een oefeninterland tegen Bolivia (2–2 gelijkspel). Een halfjaar later maakte hij in een vriendschappelijke wedstrijd tegen Trinidad en Tobago (3–0) zijn eerste interlanddoelpunt op aangeven van Jefferson Farfán. Bondscoach Ricardo Gareca nam Hurtado in mei 2015 op in de selectie voor de Copa América 2015 in Chili, zijn eerste interlandtoernooi.